# Emilie de Ravin
Emilie de Ravin (n. 27 decembrie 1981) este o actriță australiană. Ea a jucat rolul lui Tess Harding în serialul Roswell și rolul lui Claire Littleton în drama ABC Lost.

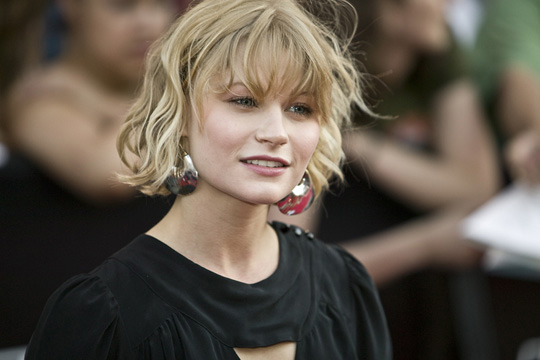
De Ravin la MuchMusic Video Awards 2007

De Ravin a fost inclusă de trei ori în lista „Hot 100” a revistei Maxim: în 2005, pe poziția #47, în 2006 pe #65, și în 2008 pe #68.

## Filmografie

### Film
| An   | Titlu                   | Rol                  | Note           |
| ---- | ----------------------- | -------------------- | -------------- |
| 2005 | Brick                   | Emily                |                |
| 2005 | Santa's Slay            | Mary 'Mac' Mackenzie |                |
| 2006 | The Hills Have Eyes     | Brenda Carter        |                |
| 2008 | Ball Don't Lie          | Baby                 |                |
| 2009 | The Perfect Game        | Frankie Stevens      |                |
| 2009 | Public Enemies          | Barbara Patzke       |                |
| 2010 | Operation: Endgame      | Hierophant           |                |
| 2010 | Remember Me             | Ally Craig           |                |
| 2010 | The Chameleon           | Kathy Jansen         |                |
| 2012 | Love and Other Troubles | Sara                 |                |
| 2015 | The Submarine Kid       | Alice                | Post-producție |

### Televiziune
| An            | Titlu                 | Rol                         | Note                                      |
| ------------- | --------------------- | --------------------------- | ----------------------------------------- |
| 1999–2000     | BeastMaster           | The Demon Curupira          | 8 episoade                                |
| 2000–02       | Roswell               | Tess Harding                | Rolul principal (28 de episoade)          |
| 2002          | Carrie                | Christine "Chris" Hargensen | Film TV                                   |
| 2003          | NCIS                  | Nancy                       | Episodul: "Seadog"                        |
| 2003          | The Handler           | Gina                        | Episodul: "Dirty White Collar"            |
| 2004          | The Handler           | Gina                        | Episodul: "Acts of Congress"              |
| 2004          | CSI: Miami            | Venus Robinson              | Episodul: "Legal"                         |
| 2004–08, 2010 | Lost                  | Claire Littleton            | Sezoanele 1–4, 6 (95 de episoade)         |
| 2008          | Lost: Via Domus       | Claire Littleton (voce)     | Joc video                                 |
| 2009          | High Noon             | Lt. Phoebe McNamara         | Film                                      |
| 2012          | Americana             | Francesca Soulter           | Pilot                                     |
| 2012– prezent | Once Upon a Time      | Belle French                | Sezonul 1 (3 episoade) Sezonul 2–preszent |
| 2013          | Air Force One is Down | Romero                      |                                           |